# رجینالد آرویزو
رجینالد کوئینسی آرویزو (به انگلیسی: Reginald Quincy "Fieldy" Arvizu) معروف به «فیلدی» و «رجی» (متولد ۲ نوامبر ۱۹۶۹ در شهرستان لس آنجلس، کالیفرنیا) یک نوازنده آمریکایی گیتار بیس در گروه کورن است.